# Stenaelurillus ambiguus
Stenaelurillus ambiguus är en spindelart som beskrevs av Denis 1966. Stenaelurillus ambiguus ingår i släktet Stenaelurillus och familjen hoppspindlar. Inga underarter finns listade i Catalogue of Life.